# Thierry Arbogast
Pour les articles homonymes, voir Arbogast.
Thierry Arbogast, né en 1956, est un directeur de la photographie français. Il est notamment connu pour sa collaboration avec Luc Besson. 

## Biographie
Passionné de photographie et bricoleur de caméras, il arrête ses études après la seconde et accepte un petit boulot dans le monde du cinéma dès 17 ans. Il fait ses premières armes au cadre à la fin des années 1970 aux côtés de François About qui dirige la photographie de films pornographiques et de films d'exploitation réalisés par Jacques Scandelari, Claude Mulot ou Francis Leroi. 
Dans la seconde moitié des années 1980, Thierry Arbogast s'impose comme chef opérateur signant notamment la photographie du documentaire Une histoire de vent de Joris Ivens.
Nikita, tourné en 1989, marque le début de sa collaboration avec Luc Besson. Le film lui donne la possibilité d'affirmer son style, jouant sur les obscurités et les contre-jours, comme dans la séquence finale qui met en scène la discussion entre Marco et Bob. Il retrouvera ensuite le réalisateur pour Léon, Le Cinquième Élément (César de la meilleure photographie), Jeanne d'Arc, Angel-A, Les Aventures extraordinaires d'Adèle Blanc-Sec, The Lady, la trilogie d'Arthur et les Minimoys, Lucy, Valérian et la Cité des mille planètes et Anna.
Son travail avec Jean-Paul Rappeneau sur Le Hussard sur le toit et Bon Voyage lui vaut encore deux  César de la meilleure photographie. Il travaille également avec André Téchiné (J'embrasse pas, Ma saison préférée), Patrice Leconte (Ridicule), Emir Kusturica (Chat noir, chat blanc), Mathieu Kassovitz (Les Rivières pourpres) et Brian De Palma (Femme fatale).
Thierry Arbogast se reconnaît disciple de Bruno Nuytten, de Pierre Lhomme ou de Ghislain Cloquet, mais a surtout été inspiré par Vittorio Storaro (Apocalypse Now) et Gordon Willis (Le Parrain). Il est membre de l'Association française des directeurs de la photographie cinématographique (AFC).

## Filmographie

### Directeur de la photographie
- 1978 : Flammes de Adolfo Arrieta
- 1982 : Les Jocondes de Jean-Daniel Pillault
- 1983 : Rock and Torah de Marc-André Grynbaum
- 1986 : La Forêt noire de Béatrice Jalbert (court métrage)
- 1986 : Gardien de la nuit de Jean-Pierre Limosin
- 1987 : Le Vampire et le lapin de Boris Bergman (court métrage)
- 1987 : Le Beauf d'Yves Amoureux
- 1988 : Eden Miseria de Christine Laurent
- 1989 : Une histoire de vent de Joris Ivens (documentaire)
- 1990 : Nikita de Luc Besson
- 1991 : Mathilde d'Olivier Panchot (court métrage)
- 1991 : Les Derniers morts d' Yves Buclet (court métrage)
- 1991 : Génial, mes parents divorcent ! de Patrick Braoudé
- 1991 : Le Brasier d'Éric Barbier
- 1991 : Oostende d'Éric Woreth
- 1991 : J'embrasse pas d'André Téchiné
- 1992 : Clin d'œil d'Olias Barco (court métrage)
- 1992 : Basse tension d'Yves Buclet (court métrage)
- 1992 : La Fille de l'air de Maroun Bagdadi
- 1993 : Ma saison préférée d'André Téchiné
- 1994 : Tombés du ciel de Philippe Lioret
- 1994 : Toilettes d'Olias Barco (court métrage)
- 1994 : 3000 scénarios contre un virus (série de courts métrages)
- 1994 : Léon de Luc Besson
- 1995 : Ah les femmes de Nicolas Hourès (court métrage)
- 1995 : Le Hussard sur le toit de Jean-Paul Rappeneau
- 1996 : Ridicule de Patrice Leconte
- 1996 : L'Appartement de Gilles Mimouni
- 1997 : Le Cinquième Élément de Luc Besson
- 1997 : She's So Lovely de Nick Cassavetes
- 1997 : Magic Bus d'Emir Kusturica (court métrage)
- 1998 : Chapacan d'Olias Barco (court métrage)
- 1998 : Chat noir, chat blanc de Emir Kusturica
- 1999 : Wing Commander de Chris Roberts
- 1999 : Jeanne d'Arc de Luc Besson
- 2000 : Toreros d'Éric Barbier
- 2000 : The Dancer de Frédéric Garson
- 2000 : Amour, piments et bossa nova (Woman on Top) de Fina Torres
- 2000 : Les Rivières pourpres de Mathieu Kassovitz
- 2001 : Le Baiser mortel du dragon de Chris Nahon
- 2001 : The Glow de Marcus Dillistone (en) (court métrage)
- 2002 : Femme fatale de Brian De Palma
- 2003 : Bon voyage de Jean-Paul Rappeneau
- 2004 : Elle fait fondre la glace de Ron Padova (court métrage)
- 2004 : Piégés (Incautos) de Miguel Bardem
- 2004 : Catwoman de Pitof
- 2005 : Angel-A de Luc Besson
- 2006 : Lila ou Ce jour-là, c'est maintenant de Lætitia Lambert (court métrage)
- 2006 : Bandidas de Joachim Roenning et Espen Sandberg
- 2006 : Arthur et les Minimoys de Luc Besson
- 2006 : Tajnata kniga de Vlado Cvetanovski
- 2008 : Astérix aux Jeux Olympiques de Frédéric Forestier et Thomas Langmann
- 2008 : Babylon A.D. de Mathieu Kassovitz
- 2009 : Le Missionnaire de Roger Delattre
- 2009 : Les Derniers jours du monde des frères Larrieu
- 2009 : Human Zoo de Rie Rasmussen
- 2009 : Arthur et la Guerre des deux mondes de Luc Besson
- 2010 : L'Arnacœur de Pascal Chaumeil
- 2010 : Les Aventures extraordinaires d'Adèle Blanc-Sec de Luc Besson
- 2010 : Arthur et la Vengeance de Maltazard de Luc Besson
- 2010 : Inséparable (en) de Dayyan Eng (en)
- 2011 : The Lady de Luc Besson
- 2011 : La Vie d'une autre de Sylvie Testud
- 2011 : Shanghaï-Belleville de Show Chun Lee
- 2012 : Syngué sabour. Pierre de patience d'Atiq Rahimi
- 2012 : Toutes les nuits de Clémentine Célarié (court métrage)
- 2014 : Lucy de Luc Besson
- 2015 : Les naufragés de David Charhon
- 2017 : Valérian et la Cité des mille planètes de Luc Besson
- 2018 : Love Addict de Frank Bellocq
- 2019 : Cold Blood Legacy : La Mémoire du sang de Frédéric Petitjean
- 2019 : Anna de Luc Besson
- 2019 : Notre-Dame du Nil d'Atiq Rahimi
- 2019 : Polina i tayemnyzia kinostudiyi d'Olias Barco
- 2021 : Le Dernier Mercenaire de David Charhon
- 2021 : Embuscade (Al-Kameen الكمين) de Pierre Morel
- 2023 : Zodi et Téhu, frères du désert d'Éric Barbier
- 2023 : L'Incroyable Embouteillage de David Charhon
- 2023 : Freelance de Pierre Morel
- 2024 : Canary Black de Pierre Morel
- 2025 : Le Jardinier de David Charhon

### Cadreur ou assistant cadreur

#### Cinéma pornographique
- 1977 : Homologues ou La soif du mâle, réalisation de Jacques Scandelari, photographie de François About
- 1978 : Je suis à prendre, réalisation de Francis Leroi, photographie de François About
- 1978 : Lèche-moi partout, réalisation de Francis Leroi, photographie de François About
- 1978 : Les Petites Filles, réalisation de Francis Leroi, photographie de François About
- 1978 : Baisez-moi !, réalisation de Pierre B.Reinhard, photographie de François About
- 1978 : Pénétrations multiples, réalisation de Pierre B.Reinhard, photographie de François About
- 1979 : Alice chez les satyres, réalisation de Francis Leroi, photographie de François About
- 1979 : Ingénues perverties, réalisation de Francis Leroi, photographie de François About
- 1979 : Désir sous les tropiques, réalisation de Francis Leroi, photographie de François About
- 1979 : Nuits très chaudes aux Caraïbes, réalisation de Francis Leroi, photographie de François About
- 1979 : Jouissances perverses, réalisation de Francis Leroi, photographie de François About
- 1979 : L'Amour aux sports d'hiver, réalisation de Michel Lemoine, photographie de François About
- 1980 : Équation à un inconnu, réalisation de Francis Savel, photographie de François About
- 1980 : Histoires de cul, réalisation de Michel Ricaud, photographie de François About
- 1980 : Dodo, petites filles au bordel, réalisation de Francis Leroi, photographie de François About
- 1980 : La Pension des fesses nues, réalisation de Francis Leroi, photographie de François About
- 1980 : Les Petites écolières, réalisation de Frédéric Lansac, photographie de François About
- 1980 : Éric à New York, réalisation et photographie de François About
- 1981 : Gay Casting / Top Man, réalisation et photographie de François About
- 1981 : Pensieri morbosi, réalisation de Jack Regis, photographie de François About
- 1981 : La Femme objet, réalisation de Frédéric Lansac, photographie de François About
- 1982 : Le Professeur Raspoutine, réalisation d'Andrei Feher et Gérard Grégory, photographie d'Étienne Rosenfeld
- 1982 : Jeunes Filles à vendre, réalisation de Gérard Grégory, photographie de François About

#### Cinéma traditionnel
- 1976 : Johan, carnet intime d'un homosexuel, réalisation de Philippe Vallois, photographie de François About
- 1977 : Pourquoi ? d'Anouk Bernard
- 1977 : D'hommes à hommes, réalisation de Gérard Grégory, photographie de François About
- 1977 : Lamento, réalisation de Philippe Vallois, photographie de François About
- 1978 : New York after midnight / Flashing Lights, réalisation de Jacques Scandelari, photographie de François About
- 1978 : Brigade mondaine, réalisation de Jacques Scandelari, photographie de François About
- 1979 : Nous étions un seul homme, réalisation de Philippe Vallois, photographie de François About
- 1980 : AC/DC : Let There Be Rock, réalisation de Eric Dionysius et Eric Mistler, photographie de Jean-Francis Gondre (documentaire)
- 1980 : Un escargot dans la tête, réalisation de Jean-Étienne Siry, photographie de François About
- 1980 : Brigade mondaine : Vaudou aux Caraïbes, réalisation de Philippe Monnier, photographie de François About
- 1982 : Mon curé chez les nudistes, réalisation de Robert Thomas, photographie de Claude Becognée
- 1983 : Tendre adolescente, réalisation de Claude Pierson, photographie d'André Mathieu
- 1983 : Haltéroflic, réalisation de Philippe Vallois, photographie de François About

## Distinctions
| Récompenses César de la meilleure photographie 1996 : Le Hussard sur le toit 1998 : Le Cinquième Élément 2004 : Bon Voyage Grand prix technique au Festival de Cannes 1997 : She's So Lovely et Le Cinquième Élément | Nominations César de la meilleure photographie 1991 : Nikita 1995 : Léon 1997 : Ridicule 2000 : Jeanne d'Arc 2001 : Les Rivières pourpres Grenouille d'Or Camerimage 1997 : She's So Lovely Prix du cinéma européen de la meilleure photographie 1998 : Chat noir, chat blanc |